# Vladimir Khrjanovski
Vladimir Guénnadiévitch Khrjanovski (en russe: Владимир Геннадьевич Хржановський; en allemand : Wladimir Gennadjewitsch Chrshanowski), né à Yalta en 1912 et mort à Kiev en 1985, est un botaniste soviétique d'origine ukrainienne qui s'est particulièrement intéressé aux Rosaceae.

## Carrière
Quelques espèces étudiées:
- Jusepczukia Chrshan[2].
- Leucanthemum raciborskii Popov & Chrshan. 1949
- Rosa iliensis Chrshan.
- Rosa koso-poljanskii Chrshan.

## Hommages
Éponymes:
- (Rosaceae) Rosa chrshanovskii Dubovik[3]